# Elif Elmasz
Elif Elmasz (macedónul: Елиф Елмас; Szkopje, 1999. szeptember 27. –) török származású macedón válogatott labdarúgó, az RB Leipzig játékosa.

## Pályafutása

### Klubcsapatban
A Rabotnicski csapatában nevelkedett és itt lett profi játékos is. A 2015–16-os szezonban mutatkozott be az első csapatban a Metalurg Szkopje csapata ellen. 2016. április 10-én első gólját szerezte meg a Horizont Turnovo ellen. Június 28-án az Európa-liga selejtező mérkőzésén a montenegrói Budućnost Podgorica ellen az első európai kupasorozatban szerzett gólját érte el.
2017. július 28-án 5 éves szerződést kötött a török Fenerbahçe csapatával. 2018. január 28-án mutatkozott be a bajnokságban a Trabzonspor ellen. Három nappal később a kupában a Giresunspor ellen is bemutatkozott. Szeptember 16-án szerezte meg első bajnoki gólját a Konyaspor ellen 1–0-ra megnyert idegenbeli találkozón. 2019. május 24-én góllal zárta utolsó tétmérkőzését a klubban az Antalyaspor csapata elleni bajnoki mérkőzésen.
2019. július 23-án ötéves szerződést írt alá az olasz Napoli csapatával. Augusztus 24-én mutatkozott be a Fiorentina ellen 5–3-ra megnyert bajnoki mérkőzésen a 22. percben Allan cseréjeként. 2020. február 3-án első bajnoki gólját szerezte meg a Sampdoria ellen 4–2-re megnyert találkozón. A 16. percben szerezte meg csapata második gólját. Szeptember 27-én a 6–0-ra megnyert Genoa elleni bajnokin is betalált. 2021. december 9-én duplázott az angol Leicester City ellen 3–2-re megnyert Európa-liga találkozón. 2023. május 4-én az Udinese Calcio csapatával 1–1-s döntetlennel záruló mérkőzésen megnyerték a bajnokságot.
2023. december 27-én a német RB Leipzig jelentette be, hogy 2024. január 1-jétől a klub játékosa lesz és négy és fél éves szerződést ír alá.
2025. január 30-án vételi opcióval kölcsönben csatlakozott a Torinóhoz.

### A válogatottban
Részt vett a 2017-es U21-es Európa-bajnokságon, ahol mind a három csoportmérkőzésen pályára lépett. Török származása miatt Fatih Terim az akkori török labdarúgó-válogatott szövetségi kapitánya megpróbálta rávenni, hogy a török válogatottban szerepeljen felnőtt szinten, de ezt elutasította. 2017. június 11-én mutatkozott be macedón válogatottban Spanyolország elleni 2018-as világbajnoki selejtező mérkőzésen, a 2. félidőre váltotta Osztoja Sztjepanovikjt. 2019. március 21-én duplázott Lettország elleni 2020-as labdarúgó-Európa-bajnokság selejtező mérkőzésén. Október 10-én ismét duplázott a szlovén válogatott ellen 2–1-re megnyert selejtező mérkőzésen. 2021 márciusában egy-egy gólt szerzett Liechtenstein és Németország ellen is. Bekerült a 2020-as labdarúgó-Európa-bajnokságra utazó keretbe.

## Statisztika

### Klub
2025. május 25-én frissítve.
| Klub             | Szezon   | Bajnokság            | Bajnokság | Bajnokság | Kupa  | Kupa  | Nemzetközi | Nemzetközi | Egyéb | Egyéb | Összesen | Összesen |
| Klub             | Szezon   | Osztály              | Mérk.     | Gólok     | Mérk. | Gólok | Mérk.      | Gólok      | Mérk. | Gólok | Mérk.    | Gólok    |
| ---------------- | -------- | -------------------- | --------- | --------- | ----- | ----- | ---------- | ---------- | ----- | ----- | -------- | -------- |
| Rabotnicski      | 2015–16  | Macedón First League | 11        | 1         | –     | –     | –          | –          | –     | –     | 11       | 1        |
| Rabotnicski      | 2016–17  | Macedón First League | 33        | 6         | 0     | 0     | 2          | 1          | –     | –     | 35       | 7        |
| Rabotnicski      | Összesen | Összesen             | 44        | 7         | 0     | 0     | 2          | 1          | 0     | 0     | 46       | 8        |
| Fenerbahçe       | 2017–18  | Süper Lig            | 5         | 0         | 2     | 0     | –          | –          | –     | –     | 7        | 0        |
| Fenerbahçe       | 2018–19  | Süper Lig            | 29        | 4         | 2     | 0     | 9          | 0          | –     | –     | 40       | 4        |
| Fenerbahçe       | Összesen | Összesen             | 34        | 4         | 4     | 0     | 9          | 0          | –     | –     | 47       | 4        |
| Napoli           | 2019–20  | Serie A              | 26        | 1         | 5     | 0     | 5          | 0          | –     | –     | 36       | 1        |
| Napoli           | 2020–21  | Serie A              | 33        | 2         | 4     | 1     | 6          | 0          | 1     | 0     | 44       | 3        |
| Napoli           | 2021–22  | Serie A              | 37        | 3         | 1     | 0     | 8          | 4          | –     | –     | 46       | 7        |
| Napoli           | 2022–23  | Serie A              | 36        | 6         | 1     | 0     | 10         | 0          | –     | –     | 47       | 6        |
| Napoli           | 2023–24  | Serie A              | 11        | 2         | 0     | 0     | 5          | 0          | 0     | 0     | 16       | 2        |
| Napoli           | Összesen | Összesen             | 143       | 14        | 11    | 1     | 34         | 4          | 1     | 0     | 189      | 19       |
| RB Leipzig       | 2023–24  | Bundesliga           | 14        | 0         | —     | —     | 2          | 0          | —     | —     | 16       | 0        |
| RB Leipzig       | 2024–25  | Bundesliga           | 2         | 0         | 1     | 0     | 3          | 0          | —     | —     | 6        | 0        |
| RB Leipzig       | Összesen | Összesen             | 16        | 0         | 1     | 0     | 5          | 0          | 0     | 0     | 22       | 0        |
| Torino (kölcsön) | 2024–25  | Serie A              | 13        | 4         | —     | —     | —          | —          | —     | —     | 13       | 4        |
| Torino (kölcsön) | Összesen | Összesen             | 13        | 4         | 0     | 0     | 0          | 0          | 0     | 0     | 13       | 4        |
| Összesen         | Összesen | Összesen             | 249       | 29        | 16    | 1     | 49         | 5          | 1     | 0     | 316      | 35       |

### Válogatott
2025. június 6-án frissítve.
| Macedónia | Macedónia       | Macedónia |
| Év        | Pályára lépések | Gólok     |
| --------- | --------------- | --------- |
| 2017      | 3               | 0         |
| 2018      | 5               | 0         |
| 2019      | 10              | 4         |
| 2020      | 4               | 0         |
| 2021      | 15              | 5         |
| 2022      | 9               | 0         |
| 2023      | 10              | 3         |
| 2024      | 9               | 1         |
| 2025      | 3               | 0         |
| Összesen  | 68              | 13        |

### Góljai a válogatottban
| #  | Dátum                | Helyszín                                     | Ellenfél      | Gól | Eredmény | Verseny                                      |
| -- | -------------------- | -------------------------------------------- | ------------- | --- | -------- | -------------------------------------------- |
| 1  | 2019. március 21.    | Toše Proeski Arena, Szkopje, Észak-Macedónia | Lettország    | 2–0 | 3–1      | 2020-as labdarúgó-Európa-bajnokság selejtező |
| 2  | 2019. március 21.    | Toše Proeski Arena, Szkopje, Észak-Macedónia | Lettország    | 3–1 | 3–1      | 2020-as labdarúgó-Európa-bajnokság selejtező |
| 3  | 2019. október 10.    | Toše Proeski Arena, Szkopje, Észak-Macedónia | Szlovénia     | 1–0 | 2–1      | 2020-as labdarúgó-Európa-bajnokság selejtező |
| 4  | 2019. október 10.    | Toše Proeski Arena, Szkopje, Észak-Macedónia | Szlovénia     | 2–0 | 2–1      | 2020-as labdarúgó-Európa-bajnokság selejtező |
| 5  | 2021. március 28.    | Toše Proeski Arena, Szkopje, Észak-Macedónia | Liechtenstein | 4–0 | 5–0      | 2022-es labdarúgó-világbajnokság-selejtező   |
| 6  | 2021. március 31.    | MSV-Arena, Duisburg, Németország             | Németország   | 2–1 | 2–1      | 2022-es labdarúgó-világbajnokság-selejtező   |
| 7  | 2021. június 1.      | Toše Proeski Arena, Szkopje, Észak-Macedónia | Szlovénia     | 1–0 | 1–1      | Barátságos mérkőzés                          |
| 8  | 2021. november 14.   | Toše Proeski Arena, Szkopje, Észak-Macedónia | Izland        | 2–1 | 3–1      | 2022-es labdarúgó-világbajnokság-selejtező   |
| 9  | 2021. november 14.   | Toše Proeski Arena, Szkopje, Észak-Macedónia | Izland        | 3–1 | 3–1      | 2022-es labdarúgó-világbajnokság-selejtező   |
| 10 | 2023. március 23.    | Toše Proeski Arena, Szkopje, Észak-Macedónia | Málta         | 1–0 | 2–1      | 2024-es labdarúgó-Európa-bajnokság selejtező |
| 11 | 2023. június 16.     | Toše Proeski Arena, Szkopje, Észak-Macedónia | Ukrajna       | 2–0 | 2–3      | 2024-es labdarúgó-Európa-bajnokság selejtező |
| 12 | 2023. szeptember 12. | Nemzeti Stadion, Ta’ Qali, Málta             | Málta         | 1–0 | 2–0      | 2024-es labdarúgó-Európa-bajnokság selejtező |
| 13 | 2024. október 10.    | Skonto stadion, Riga, Lettország             | Lettország    | 3–0 | 3–0      | 2024–2025-ös UEFA Nemzetek Ligája            |

## Sikerei, díjai

### Klub
- SSC Napoli
  - Olasz bajnok: 2022–23
  - Olasz kupa: 2019–20

### Egyéni
- Az év macedón labdarúgója: 2019